# 1908 en rugby à XV
Chronologie du rugby à XV
1907 en rugby à XV - 1908 en rugby à XV - 1909 en rugby à XV
Les faits marquants de l'année 1908 en rugby à XV

## Événements

### Mars
Le 14 avril 1908, le pays de Galles termine premier du Tournoi britannique de rugby à XV 1908 en remportant sa troisième victoire et la Triple Couronne par la même occasion. C'est le premier âge d'or du pays de Galles qui gagne sept fois le Tournoi en douze éditions de 1900 à 1911.
En 1907, après avoir largement battu les Anglais 22-0, les Gallois perdent le 2 février contre les Écossais. Le XV du Dragon enchaîne par la suite onze victoires, remportant au passage deux Triples Couronnes doublées de deux grosses victoires sur les Français 36 à 4 et 47 à 5.

### Récapitulatifs des principaux vainqueurs de compétitions 1907-1908
- 5 avril 1908 : le Stade français est champion de France en s'imposant 16 à 3 face au Stade bordelais.
- Les Cornouailles sont championnes d’Angleterre des comtés.

### Décembre
- 12 décembre 1908 : les Wallabies affrontent les Gallois en test-match et sont battus 9 points à 6.

## Naissances
- Fondation du RC Toulon.